# Sonoria festival
Il Sonoria Festival fu un festival musicale italiano tenutosi dal 1994 al 1996. Il concerto era diviso in due o tre giornate. Si svolgeva al Parco Acquatica a Milano in un'area di oltre 70.000 metri quadrati, organizzato dalla Barley Arts di Claudio Trotta.

## Edizioni

### Edizione 1994 (Parco Acquatica, Milano)
| Giovedì 7 luglio | Venerdì 8 luglio | Sabato 9 luglio |
| --- | --- | --- |
| Aerosmith Sepultura Whitesnake Huey Lewis and the News Steve Lukather e Los Lobotomys Blind Melon Timoria Helmet Sass Jordan Pride and Glory Jackyl e Leo Bassi | Bob Dylan Willy DeVille Paul Rodgers e Company Jeff Healey Band Jimmy Cliff Big Country Les Tambours du Bronx Therapy? Blur Urban Dance Squad Ozric Tentacles Nits Leo Bassi | Peter Gabriel Chris Rea Dwight Yoakam Cheb Khaled Los Van Van Remmy Ongala and Orchestre Super Matimila Archie Shepp Quartet Ara Ketu Keziah Jones Leo Bassi |

### Edizione 1995 (Parco Acquatica, Milano)
| Venerdì 9 giugno | Venerdì 9 giugno                                                                                        | Sabato 10 giugno                                                                                                  | Sabato 10 giugno                                                                                             |
| Palco Sonoria | Palco Max Generation                                                                                    | Palco Sonoria | Palco Max Generation                                                                                         |
| --- | --- | --- | --- |
| Faith No More Paul Weller (sostituto dei Primus) Rollins Band Extrema (sostituti dei Danzig) Paradise Lost Biohazard | Casino Royale La Crus Flor Negrita Ritmo Tribale Massimo Volume Erz Rudy Marra Giancarlo Onorato & U.L. | Cure Jimmy Page e Robert Plant Terence Trent D'Arby Sheryl Crow (non suonó causa ritardo aereo) Cranes Pete Droge | C.S.I. Samuele Bersani Üstmamò Yo Yo Mundi Fratelli di Soledad Mario Venuti Anhima Sensasciou Carlo Muratori |

### Edizione 1996 (Parco Acquatica, Milano)

#### Palco Sonoria
| Venerdì 28 giugno                                                                   | Sabato 29 giugno                                                                        | Domenica 30 giugno                                                                            |
| ----------------------------------------------------------------------------------- | --------------------------------------------------------------------------------------- | --------------------------------------------------------------------------------------------- |
| Orbital Neneh Cherry Dave Matthews Band Casino Royale Üstmamò Saturnino Babylon Zoo | Rage Against the Machine Iggy Pop Orb Foo Fighters (annullato) Afghan Whigs Freak Power | Sepultura Nick Cave and the Bad Seeds The Presidents of the United States of America Moby Ash |

#### Palco Max Generation
| Venerdì 28 giugno                                                                | Sabato 29 giugno                                                                        | Domenica 30 giugno                                                                             |
| -------------------------------------------------------------------------------- | --------------------------------------------------------------------------------------- | ---------------------------------------------------------------------------------------------- |
| Bluvertigo Blindosbarra Fasten Belt Soon Rosso Maltese Tiromancino Govinda Lou X | Prozac + Andrea Chimenti Mario Venuti Carmen Consoli Karma Lou Dalfin Giancarlo Onorato | Marlene Kuntz Yo Yo Mundi Estra Massimo Bubola Mao e la Rivoluzione Afterhours Kaballà La Pina |

#### L'altro palco
| Venerdì 28 giugno                                                | Sabato 29 giugno                                                                                       | Domenica 30 giugno                                                              |
| ---------------------------------------------------------------- | --- | ------------------------------------------------------------------------------- |
| Fun Lovin' Criminals Fluffy Tiamat Bif Naked Scheer Flaming Lips | No Doubt Stiff Little Fingers Placebo Edge Park Super Furry Animals Stiff Little Fingers Carter U.S.M. | Dog Eat Dog Lush Cibo Matto Ocean Colour Scene Dirty Three Credit to the nation |